# Municipio de Extra
El municipio de Extra (en inglés: Extra Township) es un municipio ubicado en el condado de Ashley en el estado estadounidense de Arkansas. En el año 2010 tenía una población de 304 habitantes y una densidad poblacional de 1,53 personas por km².

## Geografía
El municipio de Extra se encuentra ubicado en las coordenadas 33°4′36″N 91°46′28″O / 33.07667, -91.77444. Según la Oficina del Censo de los Estados Unidos, el municipio tiene una superficie total de 198.36 km², de la cual 198,34 km² corresponden a tierra firme y (0,01 %) 0,03 km² es agua.

## Demografía
Según el censo de 2010, había 304 personas residiendo en el municipio de Extra. La densidad de población era de 1,53 hab./km². De los 304 habitantes, el municipio de Extra estaba compuesto por el 92,43 % blancos, el 1,97 % eran afroamericanos, el 5,26 % eran de otras razas y el 0,33 % eran de una mezcla de razas. Del total de la población el 8,22 % eran hispanos o latinos de cualquier raza.